# Дилиберто, Пьерфранческо
Пьерфранче́ско Дилибе́рто (итал. Pierfrancesco Diliberto), творческий псевдоним ─ Пиф (итал. Pif; род. 4 июня 1972, Палермо) — итальянский телеведущий, кинорежиссёр, сценарист и актёр, сын кинорежиссёра Маурицио Дилиберто. Обладатель премий «Серебряная лента» и «Давид ди Донателло» в номинации «Лучший дебют в режиссуре» (2014) с фильмом «Мафия убивает только летом». С 2011 по 2016 год встречался с журналисткой Джулией Инноченци.

## Биография
Пьерфранческо Дилиберто родился в Палермо 4 июня 1972 года. С десятилетнего возраста начал сниматься в кино. Завершив обучение в средней школе, переехал в Великобританию, где некоторое время посещал курсы телеведущих в Лондоне. По возвращении в Италию, работал помощником режиссёра Марко Туллио Джорданы на съёмках фильма «Сто шагов», ставшего лауреатом четырёх премий «Давид ди Донателло» и приза на кинофестивале в Венеции. В 1998 году в Милане, выиграл конкурс и стал телевизионным сценаристом в компании Медиасет.
В 2001 году работал сценаристом передачи «Candid & Video Show» на канале Italia 1. В том же году стал, сначала сценаристом, затем корреспондентом юмористического телешоу «Бешеные псы». По долгу службы часто посещал развлекательные мероприятия на севере Италии и на Сицилии. В 2007 году был виджеем итальянского MTV, вел MTV Day 2007. Прозвище Пиф ему дал «бешеный пёс» Марко Берри во время рабочей поездки.
В 2007 году создал свою первую авторскую передачу «Il testimone» («Свидетель») на MTV, представлявшую собой любительские репортажи в Италии и за рубежом. Тогда же им была написана и издана книга «Пиффеттополи. Почти vip труды». В 2011 году его передача стала выходить под названием «Свидетель — VIP». В ней подробно освещаются детали повседневной жизни известных представителей мира спорта, политики и индустрии развлечений. Вместе с этой своей передачей он попал в эпизод телесериала «Место под солнцем». В 2011 году принимал активное участие в программе MTV «Io voto» («Голос»).
В мае 2012 года, в ознаменование XX годовщины со дня смерти известных борцов с мафией Джованни Фальконе и Паоло Борселлино, опубликовал рассказ «Должно быть, то была утечка газа» в издании «Дове Эравамо», а также «Через 20 лет после Капачи и улицы Д’Амелио» в сборнике издательства «Карако Эдиторе». 27 октября 2013 выступил с речью на сцене у вокзала Леопольда в Флоренции, в ходе мероприятия, организованного мэром Маттео Ренци, в которой подверг критике высказывания президента парламентской антимафиозной комиссии Рози Бинди и коррупционера Владимиро Кризафулли.
В 2013 году состоялся его режиссёрский дебют в кино. Фильм «Мафия убивает только летом», в котором он участвовал как сценарист, режиссёр и исполнитель главной роли, был снят в Палермо на средства кинокомпаний Уилднесс и Раи Чинема. За эту картину он был удостоен премий «Давид ди Донателло» и «Серебряная лента» в номинации «Лучший дебют в режиссуре», премии «Золотая хлопушка», премии «Серебряная лента» в номинации «Лучший сюжет» и премии «Золотой глобус» в номинации «Лучший сценарий», а также призов Туринского и Барийского кинофестивалей.
В феврале 2014 года вёл передачу «Сан-Ремо и Санромоло» на фестивале в Сан-Ремо, вместе с Фабио Фацио и Лучаной Литтиццетто. В марте того же года стал новым представителем компании Телеком Италия Мобиле. С сентября 2014 года на Радио Дуэ ведёт программу «Провинциалы» с Микеле Астори.